# Селище імені Куйбишева
імені Куйбишева (рос. имени Куйбышева) — селище в Рильському районі Курської області Російської Федерації.
Населення становить 894 особи. Входить до складу муніципального утворення Малогнеушевська сільрада.

## Історія
Населений пункт розташований на території українського етнічного та культурного краю Східна Слобожанщина.
Від 2004 року входить до складу муніципального утворення Малогнеушевська сільрада.

## Населення
| 2002 | 2010 |
| ---- | ---- |
| 956  | ↘894 |